# Tepozoteco
Tepozoteco är en ort i Mexiko.   Den ligger i kommunen Hueytamalco och delstaten Puebla, i den sydöstra delen av landet, 210 km öster om huvudstaden Mexico City. Tepozoteco ligger 459 meter över havet och antalet invånare är 128.
Terrängen runt Tepozoteco är kuperad åt sydost, men åt nordväst är den platt. Runt Tepozoteco är det ganska tätbefolkat, med 100 invånare per kvadratkilometer. Närmaste större samhälle är Tlapacoyan, 6,1 km sydost om Tepozoteco. I omgivningarna runt Tepozoteco växer huvudsakligen savannskog.